# Honey Lake
A Honey Lake lefolyástalan tó, amely a Honey Lake Valley mélyföldön található Kaliforniában, az Amerikai Egyesült Államokban. A tó felülete 190 km².
A tónak nincs kifolyása, a Susan folyó táplálja. A környezete rekreációs központ, ahol lehet piknikezni, sátorozni, horgászni, kerékpározni, kempingezni és madarakat megfigyelni. A legközelebbi település Susanville.

## Vadvilág
A tó környéke természetvédelmi terület. Számos madárfaj él itt. Emlősök között a szarvas és az antilop keresi fel a tó vidékét. A halászat szezonális engedélyhez van kötve.
A tó környékét 30 000 kanadai lúd, és 20 000 vadkacsa keresi fel költözés idején. Télen a fehérfejű rétisas a vendég, tavasszal a veszélyeztetett kanadai daru, fehérarcú batla, és fecskék látogatnak ide. A fácán és a kaliforniai copfosfürj (bóbitás fürj) állandó lakó.